# Bathyconchoecia hardingae
Bathyconchoecia hardingae is een mosselkreeftjessoort uit de familie van de Halocyprididae. De wetenschappelijke naam van de soort is voor het eerst geldig gepubliceerd in 1975 door Deevey.